# Port Howard
Port Howard (en espagnol et dénomination argentine : Puerto Mitre, parfois Puerto Howard) est le plus grand village de la Grande Malouine, au Royaume-Uni, établi à l'est de l'île, au bord d'une crique du détroit des Malouines, sur les pentes inférieures du Mont Maria (en), qui fait partie des Hornby Mountains (en).
Port Howard est au centre d'une zone de 800 km2 où quelque vingt résidents permanents pratiquent l'élevage ovin de plus de 40 000 moutons. Parfois, cette population est doublée par des résidents occasionnels.
Le village compte deux pistes d'atterrissage qui accueillent des vols réguliers provenant de Port Stanley, et est aussi le Terminal Ouest du East-West Ferry.

## Festivités et culture
Tous les trois ans, à la fin de la période de tonte des moutons, Port Howard accueille les West Falklands Sports d'une durée d'une semaine où se déroulent des courses de chevaux couplées à d'autres festivités.
Un musée consacré à la guerre des Malouines (1982) est établi dans la localité qui a été occupée par quelque 1 000 militaires argentins lors de cette guerre.